# Johann Carl Rößler

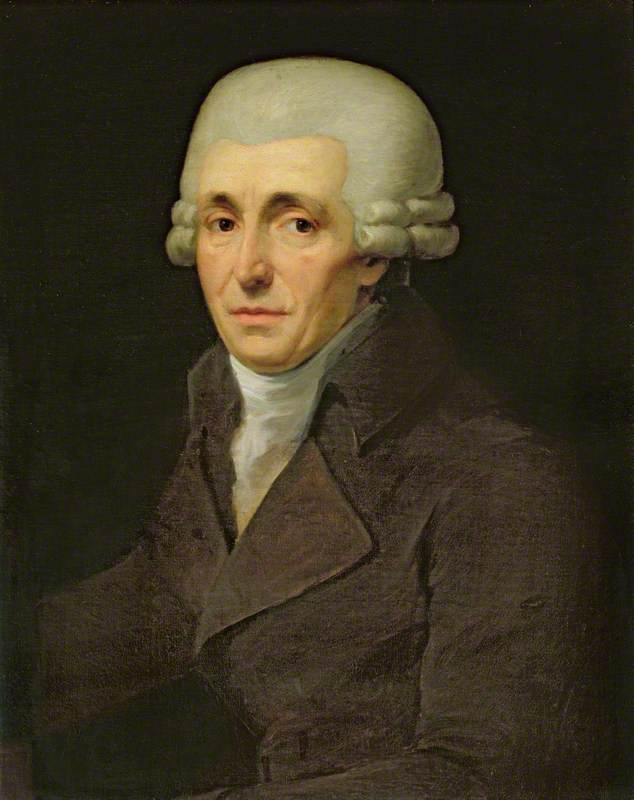
Joseph Haydn, Porträt von Johann Carl Rößler, 1799

Johann Carl Rößler (* 18. Mai 1775 in Görlitz; † 20. Februar 1845 in Dresden) war ein deutscher Porträtmaler.
In der Jugend zum Nagelschmied ausgebildet, begann Rößler sein Studium 1794 an der Dresdner Kunstakademie bei Giovanni Battista Casanova.
Rößler besuchte Paris. 1803 reiste er gemeinsam mit seinem Studienkollegen Franz Gareis von Paris aus über Marseille und Livorno nach Rom, wo Gareis im gleichen Jahr an Fleckfieber starb. Den Zeitraum von 1803 bis 1807 verbrachte Rößler in Rom. Dort wohnte er im Künstlerviertel an der Spanischen Treppe, wo er den damals  22-jährigen Karl Friedrich  Schinkel porträtierte. 1806 lernte er in Rom Bertel Thorwaldsen kennen; diese Bekanntschaft blieb auch nach Rößlers Heimkehr 1807 bestehen.
1810 wurde Rößler zum Mitglied der Akademie für Bildnis- und Historienmalerei, 1815 zum Professor an der Dresdner Kunstakademie ernannt. Zu seinen Schülern gehörten Ernst Benedikt Kietz, Christian Tunica und Adolf Gottlob Zimmermann.
Eines von Johann Augusts Geschwistern war der Philosoph, Prediger und Lehrer Johann August Rösler.